# Frédéric Wachs
Pour les articles homonymes, voir Wachs.
Charles Frédéric Théodore Wachs, né le 16 novembre 1824 à Paris, ville où il est mort le 15 février 1896 en son domicile dans le 4e arrondissement, est un compositeur français.
On lui doit près de 1 000 compositions de toutes sortes telles que musiques de scènes, chansons, musique classique, opéras, opérettes, études pour piano, adaptations, etc.

## Biographie
Fils d'un professeur de musique, il s'inscrit au cours de chant de Louis Benoît Alphonse Révial en mars 1847 mais, bien qu'inscrit au Conservatoire de Paris, il en est rayé en septembre 1849 pour manque de présence.
Pendant le Second Empire, il gagne sa vie comme chanteur et par ses arrangements musicaux. Il se spécialise dans l'adaptation simplifiée au piano des grands succès lyriques de Vincenzo Bellini, Gaetano Donizetti, André Grétry, Giacomo Meyerbeer et Gioachino Rossini.
Il transcrit aussi des airs classiques de, entre autres, Gluck, Méhul et Pergolesi et des modernes sous forme de quadrilles. Son œuvre se distingue par des assemblages de pièces de piano variant avec des incursions occasionnelles de musique vocale avec de courtes pièces religieuses ou comiques.
Le même mélange de sacré et de profane caractérise son travail sous la Troisième République. Il devient alors Maître de chapelle à Saint-Merri et compose de nombreuses opérettes en un acte pour le théâtre de l'Eldorado et les Folies Bergère.
Il est le père de Paul Wachs.